# Postel Sport FC
Postel Sport Football Club w skrócie Postel Sport FC – beniński klub piłkarski, grający niegdyś w pierwszej lidze benińskiej, mający siedzibę  w mieście Porto-Novo.

## Sukcesy
- Moovligue 1[1]:
  - mistrzostwo (1): 1991.

- Puchar Beninu[2]
  - finał (1): 1993.

## Występy w afrykańskich pucharach
| Sezon | Rozgrywki                 | Runda | Kraj                         | Klub                | Dom | Wyjazd | Dwumecz |
| ----- | ------------------------- | ----- | ---------------------------- | ------------------- | --- | ------ | ------- |
| 1975  | Puchar Zdobywców Pucharów | 1     | Republika Środkowoafrykańska | AS Tempête Mocaf    | 1–0 | 0–3    | 1–3     |
| 1992  | Puchar Mistrzów           | 1     | Niger                        | Sahel SC            | 1–2 | 1–2    | 1–4     |
| 1994  | Puchar Zdobywców Pucharów | 1     | Sierra Leone                 | Mighty Blackpool FC | –   | –      | –       |

## Stadion
Domowe mecze klub rozgrywa na stadionie o nazwie Stade Charles de Gaulle w Porto-Novo. Stadion może pomieścić 16872 widzów.

## Reprezentanci kraju grający w klubie
Stan na czerwiec 2023.
| - Thomas Djilan - Abib Marcos | - Tony Toklomety - Vizir Touré |